# Tyytiänsaari
Tyytiänsaari är en ö i Finland. Den ligger i sjön Kallavesi och i kommunen Leppävirta i den ekonomiska regionen  Varkaus ekonomiska region  och landskapet Norra Savolax, i den centrala delen av landet, 300 km nordost om huvudstaden Helsingfors. Öns area är 1,24 kvadratkilometer och dess största längd är 2,3 kilometer i sydöst-nordvästlig riktning.